# Colby Taylor
Pour l’article homonyme, voir Colby (homonymie).
Colby Taylor, né le 24 avril 1973 dans le Colorado, est un acteur pornographique gay.

## Biographie
Il était considéré comme un twink au début de sa carrière pornographique et fut un moment lié amoureusement à Dean Phoenix avec lequel il joua dans le film de 2000 Out of Athens. Leur relation a pris fin en 2000.
La première apparition de Colby Taylor eut lieu dans le film de 1997 The Taking of Jake. Il tourna de la fin des années 1990 au début des années 2000 dans presque toutes les productions de Falcon Studios à cette époque.
En 2000, il gagna le prix de la « meilleure scène de sexe en duo » avec Travis Wade aux Adult Erotic Gay Video Awards pour sa performance dans The Crush (Falcon Studios).
Entre 2002 et 2005, il fit une pause de trois ans de l'industrie du film pour adultes.
Il est aussi bien passif qu'actif dans ses scènes. Depuis sa pause de 2002, il ne travaille plus exclusivement pour Falcon Entertainment, mais a travaillé pour d'autres compagnies comme Buckshot Productions ou Channel 1 Releasing.
En 2008, le studio NakedSword le nomme « NakedSwordman » de l'année pour son engagement dans l'industrie pour adultes.
En 2013, XBIZ le mentionne parmi les « stars iconiques » qui ont travaillé pour le studio Falcon Entertainment.

## Vidéographie choisie
- 1997 : High Tide de John Rutherford, avec Michael Lucas
- 1997 : Chasers, avec Tom Chase
- 1998 : French Connections, de John Rutherford, avec Thom Barron
- 1998 : The Big Thrill:  Know What You Did Last Summer
- 1999 : Blur de Chi Chi LaRue, avec Jeremy Tucker
- 2000 : Out of Athens de John Rutherford
- 2000 : The Crush, avec Travis Wade
- 2000 : Thrusted de Chi Chi LaRue
- 2000 : Convictions 2 de Chi Chi LaRue, avec Jeremy Tucker
- 2001 : Alone with #1, avec Matthew Rush
- 2003 : Drenched 1: Soaking It In de Chi Chi LaRue, avec Matthew Rush
- 2006 : Big Rig Extended Cab
- 2007 : Endless Crush

## Récompense
- GayVN Awards de la meilleure scène de sexe (avec Travis Wade) pour The Crush en 2001
- Grabby Awards 2001 : meilleure scène de groupe[3] dans The Crush.